# 薩維特岩
薩維特岩（英語：Sawert Rocks）是南極洲的岩石，位於麥克羅伯特森地，處於漢森岩西南面2海里的霍姆灣東北部，根據澳大利亞拍攝的照片繪入地圖，現時由南極條約體系管理。